# Рошембак, Фабио
Фабио Рошембак (порт. Fábio Rochemback; 10 декабря 1981, Соледади) — бразильский футболист, центральный полузащитник.

## Клубная карьера

### «Интернасьонал»
Фабио с детства обладал незаурядными футбольными способностями, поэтому ещё в раннем возрасте привлек внимание скаутов из «Интернасьонала», которые пригласили его на просмотр. В своей возрастной группе, он выгодно выделялся среди сверстников нестандартной техникой. Рошембак начал выступления за молодежную команду «Интернасьоналя» на позиции левого флангового защитника, как и его любимый футболист Роберто Карлос.
В 1998 году Фабио играл за дубль и молодёжную команду «красных». Он выступал на молодёжную сборную Бразилии и периодически появлялся на поле в матчах за основную команду «Интера». Благодаря своей нестандартной манерой игры, Рошембак попал на карандаш многим скаутам европейских топ-клубов, но переход был невозможен из-за того, что он не достиг возраста 17 лет.
В 2000 году Фабио стал игроком основы, приняв участие в большинстве матчей и забив 3 гола. В 2001 году испанская «Барселона» выкупила права на футболиста, и Рошембак перебрался в Европу. Летом 2001 года «Барселона» перевела на счёт «Интернасьонала» 12 млн долларов.

### «Барселона»
Фабио выбрал майку с номером 15, который освободился после того, как клуб покинул финский ветеран Яри Литманен. Вместе с ещё одним новичком каталонцев, Джеованни, они образовали довольно неплохой тандем.
Рошембак получил возможность проявить себя, играя за основной состав. Он провёл на высоком уровне несколько важных игр в чемпионате и Лиге чемпионов. По итогам сезона «Барселона» заняла четвёртое место в Ла-Лиге и дошла до полуфинала европейского клубного кубка. Несмотря на уверенную игру в атаке, команда довольно много пропускала. Фабио обвинили в слабой игре при обороне своих ворот. Он допустил несколько грубых ошибок в матче первого раунда Кубка Испании, из-за чего «Барселона» покинула турнир. После этого Рошембак сел на лавку, иногда выходя на замену.
С приходом в следующем сезоне в команду Рикельме, Сорина и Савиолы, Рошембак окончательно сел на лавку, потеряв доверие тренера. Он тренировался отдельно от основы и изредка появлялся на поле в официальных матчах. В итоге после прихода в клуб Рикарду Куарежмы, Фабио решил покинуть команду. «Барселона» согласна его отпустить, но за хорошие деньги, а так как выкладывать большие деньги за игрока, не имеющего постоянной игровой практики желающих не нашлось, «сине-гранатовые» отдали игрока в двухлетнюю аренду лиссабонскому «Спортингу».

### Аренда в «Спортинге»
В июне 2003 года Рошембак перешёл в «Спортинг». Уже в первых матчах Фабио стал показывать уверенную игру, помогая команде добиваться убедительных побед. В некоторых матчах тренер «львов» использовал бразильца в качестве второго нападающего. В Португалии Фабио получил первую индивидуальную награду, приз самого ценного футболиста Сагриш-лиги. По итогам сезона он забил 8 голов в 21 матче.
В следующем сезоне Рошембак получил травму и не показывал столь убедительной игры, как в предыдущем. В начале сезона 2005/06 Рошембак потерял место в основе, за четыре месяца лишь дважды выйдя на замену. В зимнее трансферное окно он подписал трёхлетний контракт с «Мидлсбро».

### «Мидлсбро»
В «Мидлсбро» Фабио выбрал для себя 10-й номер, под которым до него играл его земляк и легенда клуба, Жуниньо Паулиста. Фанаты были недовольны таким решением и устроили несколько провокационных акций, аргументируя свои действия тем, что футболист ещё не доказал своей состоятельности в команде.
10 сентября 2005 года Фабио дебютировал за новый клуб в победном матче против «Арсенала» (2:1). Свой первый гол он забил в этом же сезоне, но в следующем году, 11 февраля, в ворота боровшегося за чемпионство лондонского «Челси» (3:0). В Кубке УЕФА Рошембак помог своей команде дойти до финала, но, как и год назад, в «Спортинге», клуб бразильца уступает. В четвертьфинальном мачте против швейцарского «Базеля» Рошембак стал лучшим игроком.
В 2007 году Фабио получил травму, которая не позволила ему принять участие в нескольких важных для команды матчах. В новом сезоне Рошембак вновь показывал уверенную игру, которой обратил на себя внимание некоторых европейских клубов. Летом 2008 года с предложением вернуться на Фабио выходит «Спортинг». После недолгих раздумий футболист принял его.

### «Спортинг» и «Гремио»
В «новом старом» клубе Рошембак провёл сезон, не получая должное количество игровой практики.
28 августа 2009 года он расторг соглашение с «бело-зелёными» и возвратился на родину, став выступать за «Гремио», принципиального соперника своего родного «Интернасьонала». Рошембак подписал контракт сроком на два года. Фабио появился на поле уже 5 сентября в матче против «Витории». В новом клубе игрок восстановил свою физическую форму, стал показывать уверенную игру, благодаря чему руководство «трёхцветных» продлило соглашение с полузащитником до декабря 2012 года.
За три сезона, проведённых в Бразилии, Фабио принял участие в 61 матче Серии A, забил 3 гола и стал капитаном команды.

### «Далянь»
25 января 2012 года генеральный директор «Гремио» подтвердил продажу Фабио в китайский «Далянь». С приходом в команду Лео Гаго Рошембак потерял место в основе — так, в товарищеском матче против «Бенто Госалвеса» капитан остался в запасе. 11 марта Фабио дебютировал за новую команду в матче Суперлиги против «Тяньцзинь Тэда». 22 апреля 2012 года в матче против «Гуйчжоу Жэньхэ» Рошембак забил свой первый гол и помог своей команде добиться ничьей, 2:2.

## Личная жизнь
В октябре 2017 года Рошембак был арестован бразильской полицией как организатор петушиных боёв.

## Достижения
- Чемпион Лиги Гаушу (1): 2010
- Вице-чемпион Португалии (1): 2008/09
- Финалист Кубка УЕФА (2): 2004/05, 2005/06